# 玉川美沙 ハピリー
玉川美沙 ハピリー（たまがわみさ ハピリー）は、文化放送のワイド番組（生放送）。

## 概要
玉川がパーソナリティを務めていた平日夕方のワイド番組「玉川美沙 たまなび」が2010年10月1日、玉川の産休を機に放送終了したが、当番組は玉川が、「たまなび」終了以降、土曜朝の時間帯に返り咲きとなった番組で、「たまなび」最終回で話していた「また御縁があったら文化放送での番組をもちたい」という発言とリスナーからの復帰を待望する声の両方に応える形で開始されたものだった。
タイトルの「ハピリー」は英語にすると「happily」となり、副詞で「幸福そう」「楽しそう」という意味を持つ。
そこから転じて、家族をキーワードに、「つながり」「絆」「ぬくもり」を感じられる番組にしたい、という意味が込められていた。マスコットキャラクターの名前は「ふわりー」
8時台は「家族」がキーワードのコーナーを設けるほか、全体的に「たまなび」でのコーナーの対象年齢を大きく広げたものが多くなっていた。
2012年に「ハピリーサンド」として2度コラボサンドイッチが発売される。1回目は3月10日から3つのパン屋さんで発売。アボカドにツナ、荒切りベーコンをはさみレモン、マヨネーズをあえたサンドイッチ。2回目は5月1日(先行店舗は4月28日)から関東一円のデイリーヤマザキで発売された。フルーツ＆ホイップとふんわりオムレツの2種類。
2013年には日本民間放送連盟賞・ラジオ生ワイド部門「優秀賞」を受賞。受賞理由は作曲家宮川彬良先生とのコーナー「ハピリーくらしっく」が「楽しいものをより楽しくするために、出演者・スタッフ全員が一緒になって手間暇を惜しまず制作している。」
しかし、2018年1月16日に文化放送の1月定例会見で2018年春改編に同時間帯前半にいとうあさこをメインパーソナリティに迎えるラジオのあさこ、後半に関ジャニ∞村上信五が司会を務める経済番組村上信五くんと経済クンが新番組として先行発表された。その後、3月31日を以って本番組が終了することが2018年1月20日の番組冒頭で玉川本人から発表された。

## 出演者
- 玉川美沙 ：パーソナリティー
- 宮川彬良 ：ハピリーくらしっくに出演
- 鈴木敏夫 ：文化放送 報道スポーツ センターデスク。「ニュース たま手箱!」「たまスポ」の進行・解説役。
- 粕谷紘世 ：フリーアナウンサー（2016年9月4日-2018年3月末）。　文化放送ニュースを担当。付随の天気予報は玉川が担当する。
- タイムテーブルも参照。

## 過去の出演者
- 古沢真紀 - フリーアナウンサー。前番組（高木美保 close to you）から継続。文化放送ニュースを担当。付随の天気予報は玉川が担当する。2015年現在は不定期にゲスト出演して経済関連の解説を行っている。
- 竹内靖夫 - 文化放送アナウンサー。通称・バンブー竹内。「ハピリーワンダーランド」の出題役。たまに生出演する。
- 安田真理 - フリーアナウンサー （2012年10月6日-担当終了日時不明）文化放送ニュースを担当。付随の天気予報は玉川が担当する。
- 春山恵理 - フリーアナウンサー （2014年10月4日-2016年8月27日まで）文化放送ニュースを担当。付随の天気予報は玉川が担当する。

## 放送時間
- 土曜日 7:00 - 10:00（2011年10月8日〜）
  - 2012年9月1日は文化放送発NRN・独立系38局ネットの防災の日特別番組『2012年防災の日スペシャル～家を守る 町を守る 命を守る～』（西村知美・太田英明）放送のため、9:00までの短縮放送。
  - 2015年1月3日、2016年1月2日は箱根駅伝中継のため放送休止。

## タイム テーブル
CM明けはジングルが流れた後、鐘のSEが鳴って「時刻は、●時○○分です」と時刻告知する。
- 7:00：オープニング

玉川の近況と首都圏の天気予報、のちに曲をはさむ
- 7:10：文化放送ニュース、天気予報、交通情報
- 7:15：ニュース たま手箱!

1週間のニュース（政治・経済など）を報道スポーツセンターのデスクや記者に、詳しく解説してもらう
- 7:25：週間ワタシニュース

リスナー自身に起こった出来事を募る、2012年3月までは7:45頃に放送していた
- 7:35：おやさい くだもの天気予報
- 7:37：文化放送 交通情報
- 7:40：ハピリーくらしっく

クラシックのみならず「音楽の楽しさ」を宮川彬良と探求するコーナー。2012年4月から。
- 8:00：文化放送ニュース、天気予報
- 8:03：文化放送 交通情報
- 8:05：片山右京・玉川美沙 Radio Koguuu!!（レディオ・コグー）

自転車を通じて世の中を考えるコーナー。2012年4月から。
- 8:20：週刊ワタシニュース
- 8:35：たまコレ

玉川が「コレッ」と思ったモノを紹介する
- 8:30：天気予報
- 8:33：文化放送 交通情報
- 9:00：文化放送ニュース、天気予報
- 9:03：文化放送 交通情報
- 9:05：たまスペ

ゲストコーナー。
- 9:20：たまハピ お出かけ情報

週末のイベントやお買い得情報を発信する
- 9:30：天気予報
- 9:33：文化放送 交通情報
- 9:35：DHC Presents 神保美喜のTea Lounge（DHC）

神保美喜とマンスリーゲストが、マンツーマンで語り合うトークフロート番組。前番組の高木美保 close to youより継続。このコーナーの前に、次時間帯番組『菊池桃子のライオンミュージックサタデー』の番宣CM（「文化放送をお聴きのみなさん、玉川さん、お早うございます」のアナウンスの入る特別版）が入る。
- 9:50：エンディング

### 終了したコーナー
- 7:25頃：たまスポ! - 1週間のスポーツニュースや週末に行われる注目の試合を紹介。2012年3月まで放送。
- 8:05頃：たまハピ相談室 - 子育てや家族（配偶者・恋人・兄弟姉妹）の悩みを共有していくコーナー。2012年3月まで放送。
- 8:35頃：ハピリーワンダーランド - リスナー出演のクイズコーナー。形式は『クイズタイムショック』と似ており、10問のクイズに答える。1問正解で500円、全問正解で、5,000円獲得（2011年12月3日より10,000円に増額）となる。2012年9月まで放送。
- 8:25頃：ハピリーイングリッシュ - 2015年3月まで放送。